# Арієвська сільська рада
Арі́євська сільська рада (рос. Ариевский сельский совет) — муніципальне утворення у складі Дуванського району Башкортостану, Росія. Адміністративний центр — село Арієво.

## Населення
Населення — 1322 особи (2019, 1296 в 2010, 1229 в 2002).

## Склад
До складу поселення входять такі населені пункти:
| Населений пункт             | Населення, осіб (2002) | Населення, осіб (2010) |
| --------------------------- | ---------------------- | ---------------------- |
| Арієво, село                | 361                    | 385                    |
| Верхнє Абсалямово, присілок | 98                     | 103                    |
| Каракулево, присілок        | 335                    | 357                    |
| Маржангулово, присілок      | 220                    | 231                    |
| Мулькатово, присілок        | 212                    | 207                    |
| Нижнє Абсалямово, присілок  | 3                      | 13                     |